# Marc Voltenauer
Marc Voltenauer, né en 1973 à Genève, est un auteur de roman policier suisse.

## Biographie

### Origines et famille
Marc Andreas Voltenauer naît en 1973 à Genève,. Son père est Allemand ; sa mère, Suédoise. Il obtient la nationalité suisse en 2013.
Il grandit à Versoix. 
Il vit depuis 2013 à Gryon, dans le canton de Vaud, avec son compagnon, Benjamin Amiguet, qui travaille dans le milieu du tourisme,,. 

### Études et parcours professionnel
Décidé selon ses propres dires depuis sa prime adolescence à devenir pasteur, il étudie la théologie à l’université de Genève de 1992 à 1998. Son premier poste est celui de secrétaire général[réf. souhaitée] aux Unions Chrétiennes de Genève. Il y travaille jusqu'en 2003. Il est fiancé à une femme à cette époque. 
Il travaille de 1994 à 2002 dans le secteur des ressources humaines au sein de la Banque Cantonale de Genève. Après un tour du monde de deux ans avec son compagnon, il occupe une fonction de manager dans la distribution pharmaceutique au sein de Galenica, chez Sun Store. Il quitte ce dernier poste en 2018.

### Parcours littéraire
Il publie son premier roman, Le Dragon du Muveran, en 2015. S'il met au point le scénario en une nuit, l'écriture lui prend une année et demie. Le livre, dont l'intrigue se déroule à Gryon, connaît un grand succès en Suisse romande et reçoit le prix littéraire SPG lors du Salon du livre et de la presse de Genève en 2016.
Son deuxième roman, Qui a tué Heidi ?, est publié en 2017. Il est écrit sur l'île de Gotland et son intrigue se déroule également à Gryon. Il est récompensé par le Prix Nouvelle Voix du polar[réf. souhaitée]. Le troisième, L'Aigle de sang, paru en 2019, est une enquête qui a lieu sur cette même île suédoise et la Suisse. Le quatrième, Les Protégés de Sainte Kinga, sorti en 2020, parle d'une prise d'otages et oscille entre la Suisse et la Pologne ; il aborde également les questions de discrimination et d'intolérance.
Son cinquième polar sort en 2023. Intitulé Cendres ardentes, il se déroule entre l'Albanie et la Suisse et parle d'un tueur en série. Le sixième, intitulé Fatal Abîme et publié en 2024, se déroule entre les Préalpes vaudoises et la ville de Lausanne et parle des violences faites aux femmes ; son dernier chapitre, coécrit avec Nicolas Feuz, annonce une collaboration entre les personnages principaux de leurs séries respectives.
Le personnage central de ses polars est l'inspecteur Andreas Auer (qui porte le deuxième prénom et la moitié du nom de son créateur), qui vit heureux en couple avec un journaliste prénommé Mikaël,. 

## Publications

### Polars
- Le Dragon du Muveran, Plaisir de Lire, 2015, Slatkine, 2016[4]
- Prix SPG 2016 au Salon du livre et de la presse de Genève
- Qui a tué Heidi ?, Slatkine, 2017
- L’Aigle de sang, Slatkine, 2019
- Les Protégés de Sainte Kinga, Slatkine, 2020[2]
- Cendres ardentes, Slatkine, 2023[15]
- Fatal Abîme, Istya & Compagnie, 2024[16]
- Ultimatum (à 4 mains : M. Voltenauer et Nicolas Feuz), Istya & Compagnie, 2025

### Romans jeunesse
- Taveyanne, la porte au diable, Auzou, Coll. Frissons Suisses, 2019
- Le manoir maudit, Auzou, coll. Frissons Suisses, 2021
- Péril au Grand-Saint-Bernard, Auzou, coll. Frissons Suisses, 2022
- Le temps des sorcières, Auzou, coll. Frissons Suisses, 2023

### Autre
- 111 Lieux des Alpes vaudoises à ne pas manquer, avec Benjamin Amiguet, Emons Verlag, 2022[6]